# Pandorina kutija
Pandorina kutija je prema grčkoj mitologiji bila kutija svih zala, koju je prema legendi Zeus poslao Prometeju za kaznu jer je bogovima ukrao vatru i dao je ljudima.
Pandora je bila prva žena poslana ljudima, a bogovi s Olimpa darivali su je raznim osobinama. Iako je uvriježeno koristiti naziv "kutija", "ćup" ili"posuda" bi bilo ispravnije rješenje. Ćup (od grčke riječi πίθος) joj je darovao Hermes ili Zeus. Kasnije je taj ćup u prijevodu Erazma Roterdamskog (Hezioda) zamijenjen riječju "kutija", vjerojatno pogreškom, ali je naziv Pandorina kutija zaživio do danas.
Pandoru je s ćupom Hermes doveo Epimeteju, Prometejevom bratu, koga je Prometej bio upozorio da ne prima nikakve darove od bogova. No, Epimetej se zaljubio u Pandoru, primio ju, ali joj je ipak naredio da ne otvara ćup koji je ponijela sa sobom. Znatiželja, kojom ju je obdarila Hera, prevladala je u djevojci, te je ona posudu otvorila, a iz nje su izašla sva zla svijeta, koja su uništila čovječanstvo koje je do tada živjelo u blagostanju. Pandora je kutiju uspjela zatvoriti prije nego što je iz nje izašla nada, te je tako spasila svijet od najveće nesreće. Nada se, naime, prema grčkoj riječi Ελπις (elpis) bolje prevodi kao očekivanje zla ili predviđanje nesreće.

## Vanjske poveznice
- Prometej i Pandora  Arhivirana inačica izvorne stranice od 10. studenoga 2006. (Wayback Machine) (engl.)
- Pandora u grčkoj mitologiji (engl.)